# Liste des gouvernements du Land de Rhénanie-Palatinat
Cette page recense, dans l'ordre chronologique, les différents gouvernements régionaux (Landesregierungen) qui se sont succédé à la tête du Land de Rhénanie-Palatinat (Allemagne) depuis 1946.
| Cabinet      | Ministre-Président                              | Ministre-Président | Coalition                                                      | Dates           | Dates           |
| ------------ | ----------------------------------------------- | ------------------ | -------------------------------------------------------------- | --------------- | --------------- |
| Boden I      |                                                 | Wilhelm Boden      | CDU + SPD + KPD                                                | 3 décembre 1946 | 13 juin 1947    |
| Boden II     | CDU                                             | Wilhelm Boden      | 13 juin 1947                                                   | 9 juillet 1947  |                 |
| Altmeier I   |                                                 | Peter Altmeier     | Grande coalition (CDU + SPD) (+ FDP + KPD jusqu'au 09/04/1948) | 9 juillet 1947  | 13 juin 1951    |
| Altmeier II  | Coalition noire-jaune (CDU + FDP)               | Peter Altmeier     | 13 juin 1951                                                   | 1er juin 1955   |                 |
| Altmeier III | Coalition noire-jaune (CDU + FDP)               | Peter Altmeier     | 1er juin 1955                                                  | 19 mai 1959     |                 |
| Altmeier IV  | Coalition noire-jaune (CDU + FDP)               | Peter Altmeier     | 19 mai 1959                                                    | 18 mai 1963     |                 |
| Altmeier V   | Coalition noire-jaune (CDU + FDP)               | Peter Altmeier     | 18 mai 1963                                                    | 18 mai 1967     |                 |
| Altmeier VI  | Coalition noire-jaune (CDU + FDP)               | Peter Altmeier     | 18 mai 1967                                                    | 19 mai 1969     |                 |
| Kohl I       | Coalition noire-jaune (CDU + FDP)               |                    | Helmut Kohl                                                    | 19 mai 1969     | 18 mai 1971     |
| Kohl II      | CDU                                             | 18 mai 1971        | Helmut Kohl                                                    | 20 mai 1975     |                 |
| Kohl III     | CDU                                             | 20 mai 1975        | Helmut Kohl                                                    | 2 décembre 1976 |                 |
| Vogel I      | CDU                                             |                    | Bernhard Vogel                                                 | 2 décembre 1976 | 18 mai 1979     |
| Vogel II     | CDU                                             | 18 mai 1979        | Bernhard Vogel                                                 | 18 mai 1983     |                 |
| Vogel III    | CDU                                             | 18 mai 1983        | Bernhard Vogel                                                 | 23 juin 1987    |                 |
| Vogel IV     | Coalition noire-jaune (CDU + FDP)               | 23 juin 1987       | Bernhard Vogel                                                 | 8 décembre 1988 |                 |
| Wagner       | Coalition noire-jaune (CDU + FDP)               |                    | Carl-Ludwig Wagner                                             | 8 décembre 1988 | 21 mai 1991     |
| Scharping    |                                                 | Rudolf Scharping   | Coalition sociale-libérale (SPD + FDP)                         | 21 mai 1991     | 26 octobre 1994 |
| Beck I       |                                                 | Kurt Beck          | Coalition sociale-libérale (SPD + FDP)                         | 26 octobre 1994 | 20 mai 1996     |
| Beck II      | 20 mai 1996                                     | Kurt Beck          | Coalition sociale-libérale (SPD + FDP)                         | 18 mai 2001     |                 |
| Beck III     | 18 mai 2001                                     | Kurt Beck          | Coalition sociale-libérale (SPD + FDP)                         | 18 mai 2006     |                 |
| Beck IV      | SPD                                             | Kurt Beck          | 18 mai 2006                                                    | 18 mai 2011     |                 |
| Beck V       |                                                 | Kurt Beck          | Coalition rouge-verte (SPD + Grünen)                           | 18 mai 2011     | 16 janvier 2013 |
| Dreyer I     |                                                 | Malu Dreyer        | Coalition rouge-verte (SPD + Grünen)                           | 16 janvier 2013 | 18 mai 2016     |
| Dreyer II    | Coalition en feu tricolore (SPD + Grünen + FDP) | Malu Dreyer        | 18 mai 2016                                                    | 10 juillet 2024 |                 |
| Schweitzer   | Coalition en feu tricolore (SPD + Grünen + FDP) |                    | Alexander Schweitzer                                           | 10 juillet 2024 | En fonction     |